# Окраска
Окра́ска — свойство предметов отражать, переизлучать и рассеивать свет, определяющее их визуальное восприятие в определённых условиях — ощущаемый человеком цвет.
- Термин окраска не является синонимом слова цвет; он имеет более специальный смысл, нежели понятие оттенок. Часто слово окраска используется применительно к объектам, цвет которых изменчив (Окраска минералов), в случаях, когда цвет имеет ключевое значение (Покровительственная окраска[1], Предупреждающая окраска и другое). В технике термин широко используется в отношении объектов, специально окрашенных в определённые цвета (Опознавательная окраска, Шкала гипсометрической окраски). Окраска может дополнительно характеризовать объект: например, окраска и цветность воды — важные признаки, используемые при оценке её качества.
- Термин окраска используется также для определения собственно процесса окрашивания, как синоним слов крашение, покраска, например, окраска микроорганизмов.

## Параметры, определяющие окраску объектов
Основной объективной колориметрической характеристикой объекта может считаться его спектр отражения. Видимая окраска зависит от яркости и спектрального состава освещающего света. Определённый вклад может вносить люминесценция, точнее — спектр излучения светящихся компонент.
Окраска зависит также от таких характеристик объекта, как соотношение прозрачности материала и его коэффициента преломления, степень блеска, фактура, дисперсность порошков, иризизация и другие.
Окраска предметов особенно сильно зависит от цветовой температуры источника света. Однако из-за адаптации глаза к условиям освещения, такая зависимость может быть не всегда очевидна.

## Субъективность окраски
Явление метамерии приводит к тому, что окраска идентичных по цвету, но исходно разных по химическому составу или структуре объектов, при смене условий освещения (цветовой температуры) может изменяться совершенно неожиданным образом. Кроме того, в условиях низкой освещённости цветовое зрение у человека не работает, и все окружающие предметы будут представлены в серой шкале.
Окраска некоторых объектов может зависеть от их внутренней структуры или от строения поверхности. Так, эффект иризации приводит к изменчивости окраски минералов, дифракция изменяет окраску крыльев бабочек, интерференция света в тонких плёнках определяет цвета мыльных пузырей и так далее.